# Sylvester Jørgensen
Sylvester Jørgensen (født 24. november 1821 i Uglbjerg, Dejbjerg Sogn, død 4. januar 1881) var en dansk gårdmand og politiker. Han var medlem af Folketinget valgt i Ringkøbingkredsen i 1855, 1856-1864 og 1866-1872.
Jørgensen var søn af gårdejer Jørgen Petersen. Han blev udlært som både snedker og stenhugger. I treårskrigen 1848-1850 deltog han som trænkonstabel. Jørgensen købte gården Hustedgård i Hanning Sogn, nabosogn til hans fødesogn, i 1851. Her anlagde han et teglværk og forbedrede jorden med blandt andet mergling.
Jørgensen var medlem af sogneforstanderskabet i Hanning 1854-1858. Han stillede op mod folketingsmand pastor Vilhelm Schøler i Ringkøbingkredsen ved valgene i 1853 og 1854 men kunne ikke opnå valg. Jørgensen opnåede dog valg ved suppleringsvalget, som blev afholdt 13. marts 1855, efter at Schøler havde nedlagt sit mandat. Ved det ordinære folketingsvalg 14. juni samme år tabte han imidlertid til konsejlspræsident P.G. Bang. Bang nedlagde sit folketingsmandat i 1856, og Jørgensen vandt igen et suppleringsvalg 30. december det år. Han blev genvalgt to gange, men tabte ved folketingsvalget i 1864 til skolelærer C.J. Fjord. Jørgensen opnåede igen valg ved folketingsvalget i juni 1866 og sad igen i Folketinget til folketingsvalget 1872, hvor han tabte til gårdejer C.H. Holm. Ved valget i 1873 stillede Jørgensen forgæves op i Holstebrokredsen. Han tilhørte Venstre i starten af sin folketingskarriere, men gik efterhånden over til Højre.
Jørgensen var tillige medlem af Rigsrådets Folketing 1864-1866 for Ringkøbingkredsen.